# VGA Médoc Bordeaux
La Vie au Grand Air du Médoc oder kurz VGA Médoc Bordeaux war ein französischer Sportverein aus Bordeaux, dessen Fußballabteilung der seine erfolgreichste Zeit in den Jahren um den Ersten Weltkrieg hatte. Die Feldhockeyabteilung gewann 1922 und 1948 den französischen Meister bei den Männern sowie 1946 und 1948 bei den Frauen.

## Meistertitel vor dem Ersten Weltkrieg

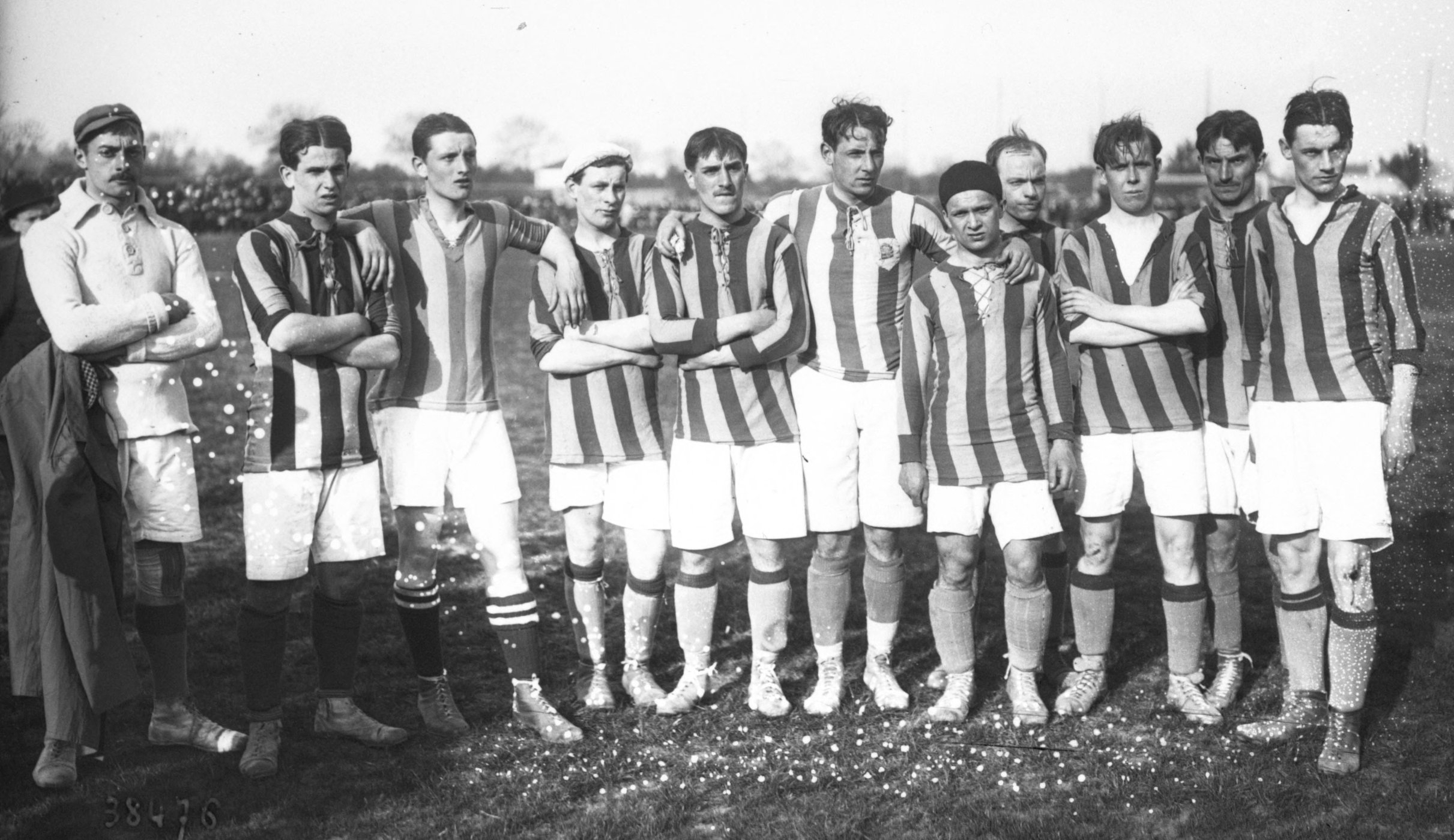
1914

Der erste Namensteil des Klubs entstammt der französischen Naturfreundebewegung; Spiel und Sport unter freiem Himmel zu betreiben gehörte Ende des 19. Jahrhunderts zu den bevorzugten Tätigkeiten vor allem der städtischen Jugend; dies fand auch in der ab 1898 erscheinenden Wochenzeitschrift La Vie au Grand Air und in der Gründung gleichnamiger Sportvereine seinen Niederschlag. Als Médoc wird die Halbinsel zwischen Bordeaux, dem Bassin d’Arcachon und der Gironde-Mündung bezeichnet.
Die VGA Médoc, deren genaues Gründungsdatum nicht bekannt ist, schloss sich um 1905 der Fédération  Cycliste et Athlétique de France (FCAF) an, einem von bis zu fünf Verbänden, die in der Frühzeit des französischen Fußballs eigene Landesmeisterschaften organisierten und zwischen ihren jeweiligen Titelträgern ab 1907 auch einen gemeinsamen Meister ermittelten, der die Trophée de France – die heute nicht mehr als offizieller Titel zählt – gewann, an dem aber erst ab 1914 tatsächlich sämtliche Verbandsmeister teilnahmen. 1912 gewann VGA erstmals den FCAF-Titel, verlor anschließend aber sang- und klanglos gegen den Meister der katholischen FGSPF, Étoile des Deux Lacs, mit 0:5. Ein Jahr später wiederholte der Klub aus Bordeaux seinen Erfolg im eigenen Verband; um die Trophée de France gelang dem Team, in dem auch zwei Engländer spielten, zunächst ein 2:1-Sieg über den FC Rouen, bevor man im Finale mit dem gleichen Ergebnis an CA Paris scheiterte. 1914 gelang die dritte FCAF-Meisterschaft in Folge; anschließend zog man nach einem 3:2 gegen Patronage Olier wiederum ins Trophée-Endspiel ein, um drei Monate vor Kriegsausbruch in Olympique Lillois mit 1:4 erneut seinen Meister zu finden. In einer kriegsbedingten Rumpfmeisterschaft holten die Kicker aus Bordeaux 1916 ihren vierten FCAF-Titel.

## Ein „Hecht im Pokalteich“ nach 1918
Als einziger offizieller Wettbewerb, der über die Verbandsgrenzen hinweg ausgetragen wurde (die einheitliche Fédération Française de Football wurde erst 1919 gegründet und schuf erst ab 1932 eine landesweite Liga), entstand 1917/18 der Französische Pokal. In diesem machte die VGA du Médoc bis Mitte der 1920er wiederholt auf sich aufmerksam. So scheiterte sie 1919 und 1920 jeweils erst in der Vorschlussrunde – den Finaleinzug verdarben ihr Olympique Paris und erneut, mit dem gleichen Ergebnis wie 1913 um die Trophée de France, der CA Paris – und erreichte 1922 noch die Runde der besten acht Klubs, wo wiederum Olympique Paris die Pokalträume der VGA beendete. Im Ligabetrieb nahm sie an der Ehrendivision des Südwestens teil, fand aber nur noch regional Beachtung, als sie darin 1921 und 1922 die Nase vorn hatte. Anschließend verschwand der Verein aus Bordeaux dauerhaft im großen Heer der Namenlosen.

## Erfolge
- Verbandsmeister der Fédération Cycliste et Athlétique de France (FCAF): 1912, 1913, 1914, 1916
- Finalist der verbandsübergreifenden Trophée de France: 1913, 1914
- Französischer Fußballpokal: Halbfinalist 1919, 1920
- Meister der Division d'Honneur Sud-Ouest: 1921, 1922

## Bekannte ehemalige Spieler
- Jean Boyer, einziger Nationalspieler der VGA, für die er im Mai 1921 eines seiner 15 Länderspiele bestritt und beim 2:1-Sieg über die englische Amateurnationalelf den französischen Siegtreffer erzielte
- Sechs Spieler standen in beiden Endspielen um die Trophée de France: Torhüter G. de Marcé, die Läuferreihe mit Edmond Gasqueron, A. H. Clark und G. Moreau sowie die Stürmer Étienne Gasqueron und R. Dupeyron